# Chalepoxenus muellerianus
Chalepoxenus muellerianus är en myrart som först beskrevs av Bruno Finzi 1922.  Chalepoxenus muellerianus ingår i släktet Chalepoxenus och familjen myror. IUCN kategoriserar arten globalt som sårbar. Inga underarter finns listade i Catalogue of Life.

## Bildgalleri

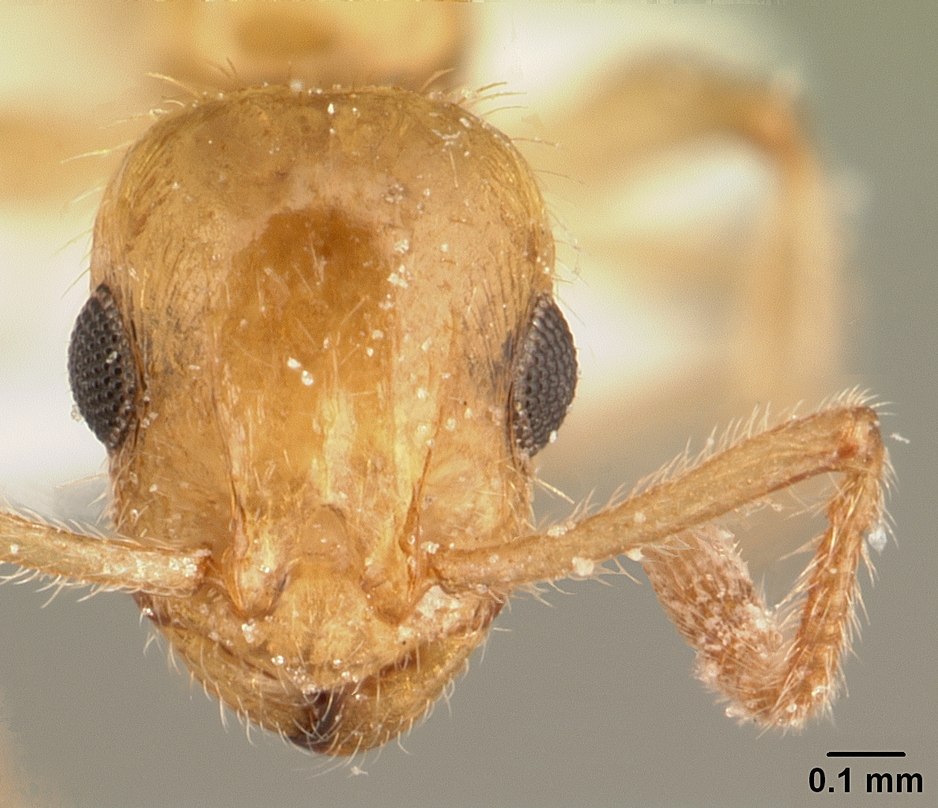